# Matthew Vaniakizhakel
Matthew Vaniakizhakel CV (ur. 23 grudnia 1945 w Kaithapparze) – indyjski duchowny katolicki obrządku syromalabarskiego, eparcha Satny w latach 2000-2014.

## Życiorys
Święcenia kapłańskie przyjął 18 grudnia 1972 jako członek Kongregacji Wincentańskiej. Był m.in. sekretarzem eparchy Satny, bp. Abrahama Mattama, a następnie proboszczem parafii św. Michała w Kailaspur. Od 1980 studiował teologię duchowości na rzymskim Angelicum. Studia uwieńczył w 1986 tytułem doktora. Po powrocie w 1987 został mianowany dyrektorem Centrum Duszpasterskiego eparchii Satna. W latach 1990–1993 był mistrzem nowicjatu, a w latach 1993-1997 prowincjałem w Rewie. Po
zakończeniu kadencji został mianowany rektorem Instytutu
Religii i Filozofii w Bangalore.

### Episkopat
18 grudnia 1999 został mianowany przez papieża Jana Pawła II eparchą Satny. Sakry biskupiej udzielił mu 12 kwietnia 2000 abp Varkey Vithayathil.
27 sierpnia 2014 papież Franciszek przyjął jego rezygnację z urzędu.